# Earthen Vessel
Earthen Vessel byla křesťanská americká rocková skupina, založená v roce 1970 pod názvem Rare Ones. Skupina koncertovala po celém středozápadě Spojených států amerických a měla naplánované turné po Švédsku, to bylo zrušeno hned po prvním vystoupením kvůli velké hlasitosti skupiny. Skupina se rozpadla v létě roku 1972.

## Diskografie
- Hard Rock: Everlasting Life (nebo také Earthen Vessel) (1971)

## Členové
- John Sprunger – zpěv, baskytara, trubka
- Sharon Keel – zpěv, klávesy, perkuse
- Dave Caudill – kytara, zpěv, harmonika
- Ken Fitch – klávesy, zpěv, perkuse
- Ed Johnson – bicí[2]